# Anvin
Anvin ist eine französische Gemeinde mit 709 Einwohnern (Stand: 1. Januar 2022) im Département Pas-de-Calais in der Region Hauts-de-France. Sie gehört zum Arrondissement Arras und zum Kanton Saint-Pol-sur-Ternoise. Die Bewohner nennen sich Anvinois.

## Lage
Die Gemeinde Anvin liegt im Artois am Fluss Ternoise, 33 Kilometer östlich von Montreuil-sur-Mer und 28 Kilometer westlich von Béthune. Nachbargemeinden von Anvin sind Bergueneuse im Norden, Heuchin im Nordosten, Eps im Osten, Monchy-Cayeux im Südosten, Fleury im Süden sowie Teneur im Westen. Die Route nationale 343 führt durch Anvin. 

## Bevölkerungsentwicklung
| Jahr                       | 1962 | 1968 | 1975 | 1982 | 1990 | 1999 | 2006 | 2015 | 2022 |
| -------------------------- | ---- | ---- | ---- | ---- | ---- | ---- | ---- | ---- | ---- |
| Einwohner                  | 604  | 615  | 587  | 639  | 666  | 741  | 834  | 771  | 709  |
| Quellen: Cassini und INSEE |      |      |      |      |      |      |      |      |      |

## Sehenswürdigkeiten

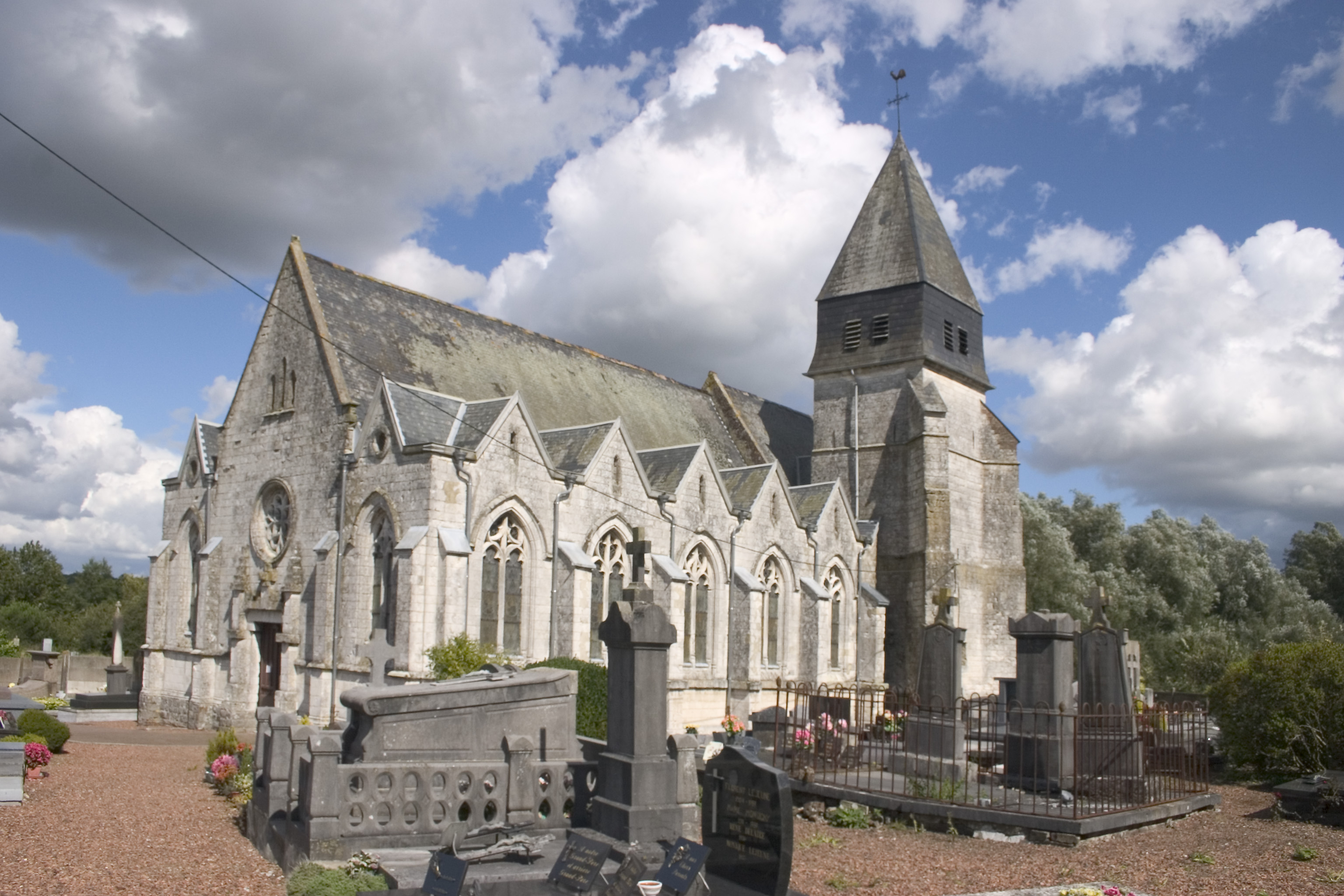
Kirche Saint-Léger
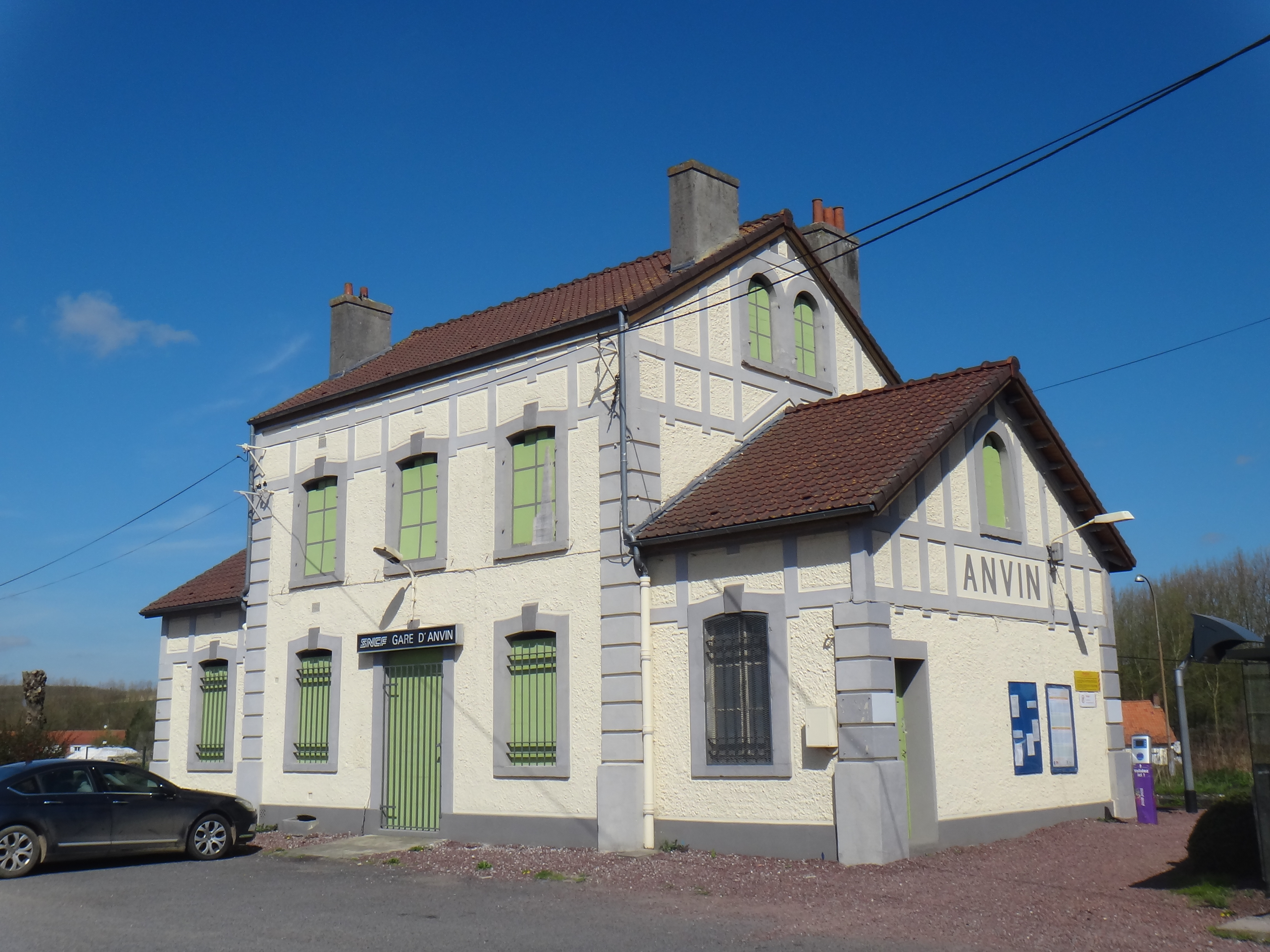
Bahnhof Anvin an der Bahnstrecke von Saint-Pol-sur-Ternoise nach Étaples

- Kirche Saint-Léger
- Bahnhof Anvin an der Bahnstrecke von Saint-Pol-sur-Ternoise nach Étaples